# Hank Corwin
Hank Corwin – amerykański montażysta filmowy. 
Pracę w branży rozpoczął od montowania filmów Olivera Stone'a, początkowo jako asystent na planie JFK (1991). Samodzielnym montażystą został przy kolejnych obrazach tego twórcy: Urodzeni mordercy (1994), Nixon (1995) i Droga przez piekło (1997). Później współpracował również z Robertem Redfordem (Zaklinacz koni, 1998; Nazywał się Bagger Vance, 2000), Scottem Hicksem (Cedry pod śniegiem, 1999) czy Terrencem Malickiem (Podróż do Nowej Ziemi, 2005; Drzewo życia, 2011).
Największe uznanie i trzy nominacje do Oscara za najlepszy montaż zdobył Corwin dzięki współpracy z reżyserem Adamem McKayem, tworzącym dynamiczne kino o zacięciu satyryczno-publicystycznym. Nominacje uzyskał za filmy: Big Short (2015), Vice (2018) i Nie patrz w górę (2021).